# Batalha de Saná (2017)
A Batalha de Saná foi um confronto bélico entre as forças do Congresso Geral do Povo, com o apoio da Aliança Militar Islâmica liderada pela Arábia Saudita, contra o Conselho Político Supremo liderado pelos rebeldes zaiditas houthis pelo controle da cidade de Saná, capital do Iêmen, iniciado em 28 de novembro e encerrado em 4 de dezembro de 2017, com a vitória dos houthis.
A batalha começou a partir do âmbito político quando o ex-presidente Ali Abdullah Saleh aliado dos militantes houthis desde a tomada do poder em 2014-2015, tentou retomar as relações com as Monarquias do Golfo, especialmente a Arábia Saudita e os Emirados Árabes Unidos, que lideravam uma intervenção militar contra o país e bombardeavam constantemente as áreas ocupadas pelos rebeldes em Saná. Um dos poucos inconvenientes que existiam para a coalizão era a aliança entre o Congresso Geral do Povo (liderado por Saleh) e os houthis, por isso o ex-presidente não hesitou em romper a aliança e ordenou ao Congresso Geral do Povo que atacasse todas as forças houthi. Em uma reunião secreta com uma representação saudita foi acordado apoiar um cerco contra os houthis e a Força Aérea Real Saudita, por sua vez, seria responsável por abrir o caminho para as forças de Saleh. Embora o cerco estivesse previsto para ser concluído em poucos dias, a resistência dos houthis e ainda a péssima relação e a desconfiança mútua entre os novos aliados fariam a batalha se expandir até o seu retrocesso, inclusive o alongamento dos combates serviria para que os rebeldes conseguissem se reorganizar e lançar uma contra-ofensiva que levaria a eliminação de seu antigo aliado, Ali Abdullah Saleh, em 4 de dezembro de 2017, no mesmo dia os rebeldes obtêm a vitória.